# Horní Bojanovice
Horní Bojanovice (en allemand : Ober Bojanowitz) est une commune du district de Břeclav, dans la région de Moravie-du-Sud, en République tchèque. Sa population s'élevait à 663 habitants en 2020.

## Géographie
Horní Bojanovice se trouve à 5 km à l'est-nord-est de Hustopeče, à 23 km au nord-nord-ouest de Břeclav, à 31 km au sud-est de Brno et à 212 km au sud-est de Prague.
La commune est limitée au nord par Boleradice, à l'est par Němčičky, au sud par Velké Pavlovice et Starovičky, et à l'ouest par Kurdějov.

## Histoire
La première mention écrite de la localité date de 1298.